# Combate de Quilmes
El Combate de Quilmes fue un enfrentamiento entre las escuadras de las Provincias Unidas del Río de la Plata y del Imperio del Brasil durante la guerra que enfrentó a ambas naciones entre 1826 y 1828.

## Antecedentes
Con la excusa de combatir a las fuerzas de José Gervasio Artigas, los lusobrasileños invadieron entre 1816 y 1820 la Provincia Oriental y la incorporaron al Reino Unido de Portugal, Brasil y Algarve con el nombre de Provincia Cisplatina. Tras la Independencia de Brasil en 1822, el emperador Pedro I mantuvo la ocupación.
El 19 de abril de 1825 con el apoyo de Buenos Aires, Santa Fe y Entre Ríos, una pequeña expedición que pasaría a la historia como de los Treinta y Tres Orientales desembarcó en las costas orientales del río Uruguay iniciando un levantamiento generalizado de la campaña. El Congreso de la Florida solicitó reincorporarse a las Provincias Unidas del Río de la Plata, lo que fue aceptado por el Congreso Argentino ocasionando que Brasil declarara la guerra, paso que dieron a su vez las Provincias Unidas el 1 de enero de 1826.
La República Argentina puso al mando del ejército a Carlos María de Alvear, mientras que encargó al almirante Guillermo Brown la conformación de una escuadra. Brasil contaba con el doble de efectivos mientras que su flota (80 unidades, algunas de gran porte) era varias veces superior en número y potencia de fuego a la pequeña flota republicana. La escuadra brasileña estableció rápidamente un bloqueo, al que la República respondió con acciones de corso y salidas audaces de su exigua escuadra.

## Acciones iniciales
El 29 de julio de 1826, mientras un importante convoy de tropas y pertrechos militares efectuaba el pasaje a la Banda Oriental, escoltado por la goleta Río de la Plata al mando del capitán Leonardo Rosales y 8 cañoneras, Brown con una fuerza integrada por la corbeta 25 de Mayo (capitana, Tomás Espora), la barca o bergantín Congreso, los bergantines Independencia, República y General Balcarce y la goleta Sarandí se hallaban en su fondeadero habitual esperando su arribo.
La fuerza brasileña del capitán de navío James Norton, integrada por la fragata Nictheroy, las corbetas Liberal, María da Gloria, Maceió e Itaparica, los bergantines Piraja, Caboclo, 29 de Agosto, Independencia ou Morte, las goletas Real Joao, Leal Paulistana, Donna Paula, 19 do Janeiro, 12 do Outubro y las cañoneras N° 1, 3, 7 y 9, unas 225 bocas de fuego, desde las 8 horas se mantuvieron a la vela hasta el mediodía, momento que fondearon al este del canal exterior, próximos a la Ensenada aguardando el regreso del convoy para atacarlo, lo que finalmente hizo a la altura de Quilmes.

## Combate de Quilmes

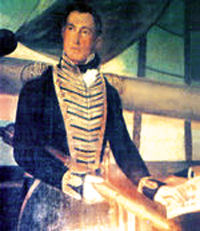
Brown (óleo de F.Goulu, 1825).

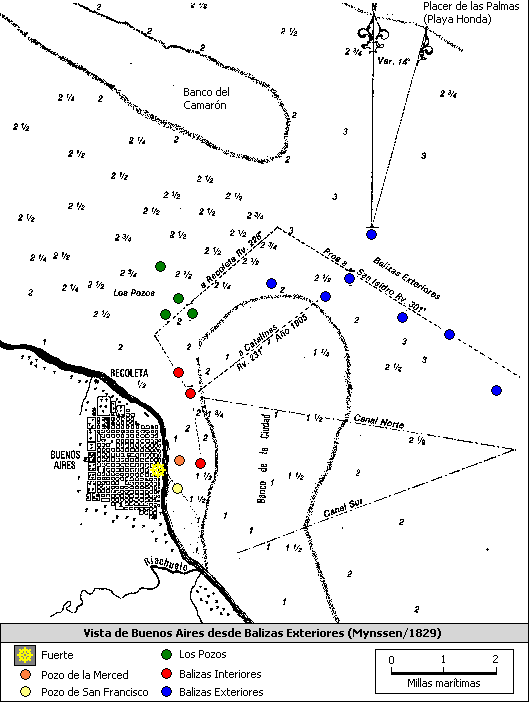
Buenos Aires, Río de la Plata.

Dos horas después de avistado el enemigo había sonado el estampido del cañón en la 25 de Mayo, para convocar a su puesto a los que estaban en tierra, no demorando en embarcarse el Alte. Brown con algunos de sus oficiales. Nuestra escuadra contaba con apenas 15 naves de guerra de las cuales 8 eran cañoneras y tenían un solo cañón a proa, con un total de bocas de fuego en la pequeña escuadra, que no excedía de 120.
Oído el cañoneo por Brown, marchó a la zona del combate, izó su señal de "Es preferible irse a pique que rendir el pabellón" y enfrentó a un enemigo que lo triplicaba en potencia de fuego, trabándose la lucha al atardecer del 29 y continuando durante las primeras horas de la noche, para reanudarse al amanecer del siguiente día.
Desde la 25 de Mayo al comando de Tomás Espora Brown inició la maniobra de ataque sobre el final de la línea de los buques imperiales, comprobando que algunas de sus naves se quedaban rezagadas, mientras que otras por indecisión de sus comandantes, ante la imponente magnitud de la fuerza enemiga, se abren de la formación.
Seguida únicamente por la pequeña goleta Río al mando de Rosales cortó a bala rasa la línea enemiga.
En el combate varó la 25 de Mayo convirtiéndose en el blanco principal del enemigo. El primer combate duró unas tres horas. Al finalizar la acción, la 25 de Mayo presentaba más de treinta rumbos en el casco y 40 bajas en cubierta. En cuanto a la Río habiéndose quedado sin sacas de pólvora, la tripulación utilizó las mangas de sus chaquetas y las piernas de sus pantalones para con pólvora a granel fabricar más. La acción de la Río motivó que Brown exclamara "¡Aquel muchacho sabe pelear con su gaviota!".
Al amanecer del 30 de julio se reanudó la acción y a las nueve de la mañana acudieron en ayuda ocho cañoneras y otros barcos mayores. Brown, se trasladó al República, remiso a entrar en combate, destituyó en cubierta y arrestó a su Comandante y ante una justificación de este, le respondió "Retírese Mr. Clark de mi presencia, que no reconozco a más valientes que a Brown, Espora y Rosales!". Reorganizada la línea republicana, ante el temor de quedar varados por la bajante, la escuadra brasileña se retira y las naves argentinas (remolcada la 25 de Mayo) empavesadas como en días de gala regresaron al puerto de Buenos Aires.
El parte de Brown dice "Provocado a salir hemos batido pero no rendido al enemigo: permita V.E. le diga que los de la nación están libres. Me es sensible asegurar que son muchos los muertos y heridos y entre los últimos, mi bravo capitán Espora. La 25 de Mayo está completamente destrozada".
Las bajas propias fueron 18 muertos y 35 heridos graves, sin conocerse las del Brasil.
La 25 de Mayo, acribillada en su flotación, perdido el mastelero y mastelerillo de trinquete, permaneció fondeada en los pozos frente al Retiro, donde fue parcialmente aligerada de mucha de su artillería y desmantelada.
Aun así debió batirse el 20 de agosto con cuatro naves brasileñas que entraron al puerto con intención de destruirla.
El 9 de octubre se produjo una bajante extraordinaria del río y la nave varó en 4 o 5 pies de agua, oportunidad en que el bergantín mercante británico Florida, que estaba cargado hasta las bordas con cueros y frutos del país, se le descosen las costuras y se hunde.
Mientras se hacía lo posible para elevar y adrizar a la fragata, una tormenta producida días después acabó arrastrando el casco del Florida sobre la maltrecha 25 de mayo, chocando ambas fuertemente y permaneciendo trabadas por casi dos semanas. En ese lapso se terminó de desmantelar la artillería que fue trasladada a Barracas.
Finalmente en la noche del 11 de noviembre de 1827, estando aún acoderado a ella el bergantín inglés después de garrear, se desató una fuerte sudestada y ambas naves naufragaron. Luego del hundimiento se balizaron los restos con una boya luminosa, ya que próximo a ellos se hallaba la enfilada de la rada interior, que coincidía en situación y rumbo con los diques actuales.

## La batalla según el historiador militar Robert Scheina
Durante la tarde noche del 29 de julio, Brown, al mando de dieciocho pequeños buques de guerra, una vez más, salió del puerto y sin éxito intentó sorprender a los brasileños. Al día siguiente, mientras la escuadra argentina se acercó a los brasileños en un ángulo recto, Norton dividió su fuerza, para controlar al argentino entre dos fuegos. Brown en el 25 de Mayo dio marcha atrás. Esas naves en la furgoneta argentina cayeron bajo fuego pesado. Después de tres horas de lucha, la flota Argentina escapó en aguas poco profundas. El 25 de Mayo, una ruina flotante, fue remolcado a Los Pozos y volcó en un fuerte del sudoeste. El brasileño perdió seis muertos y veinticinco heridos; entre este último grupo fue John Pascoe Grenfell que perdió un brazo. Las pérdidas argentinas podrían haber sido de hasta un centenar de muertos y un centenar de heridos.